# 创新科技
創新科技有限公司（Creative Technology Limited）（SGX：C76），是新加坡電腦多媒體製造商，1981年7月1日由新加坡企業家沈望傅創立。創新科技在世界其他地區的分部稱為Creative Labs, Inc.；在台灣曾用中文譯名「創巨科技」，之後改成「創新未來」。創新科技自成立以來陸續併購了Ensoniq、E-MU Systems、Cambridge SoundWorks、Aureal、3DLABS、Ectiva、Share Vision、Digicom與Silicon Engineering等公司。 
創新科技最為著名的是自1989年推出的Sound Blaster系列音效卡（聲霸卡），現時主要產品為音效卡、電腦用多媒體音箱、耳機及便攜藍牙音箱。
創新科技也跟主機板製造商和筆記型電腦品牌合作，將Sound Blaster技術內置在它們的產品上。

## 公司沿革

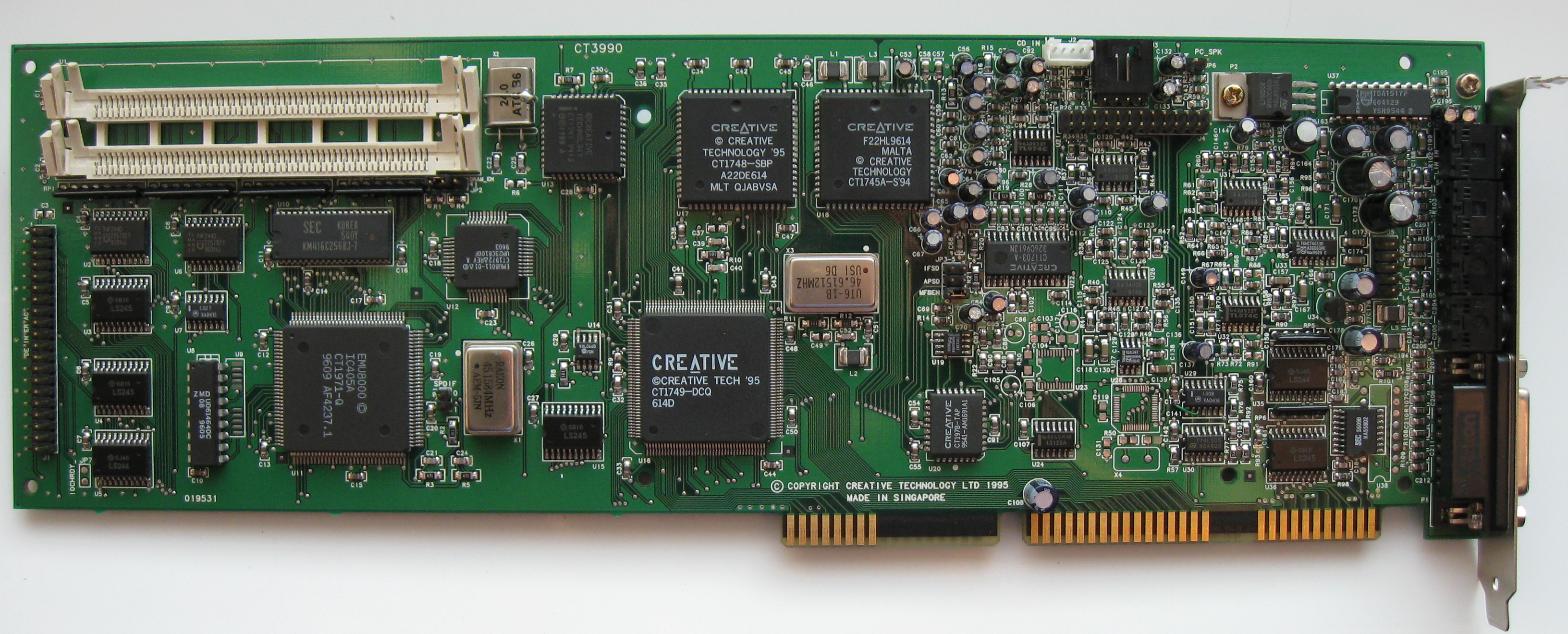
Creative Sound Blaster AWE32

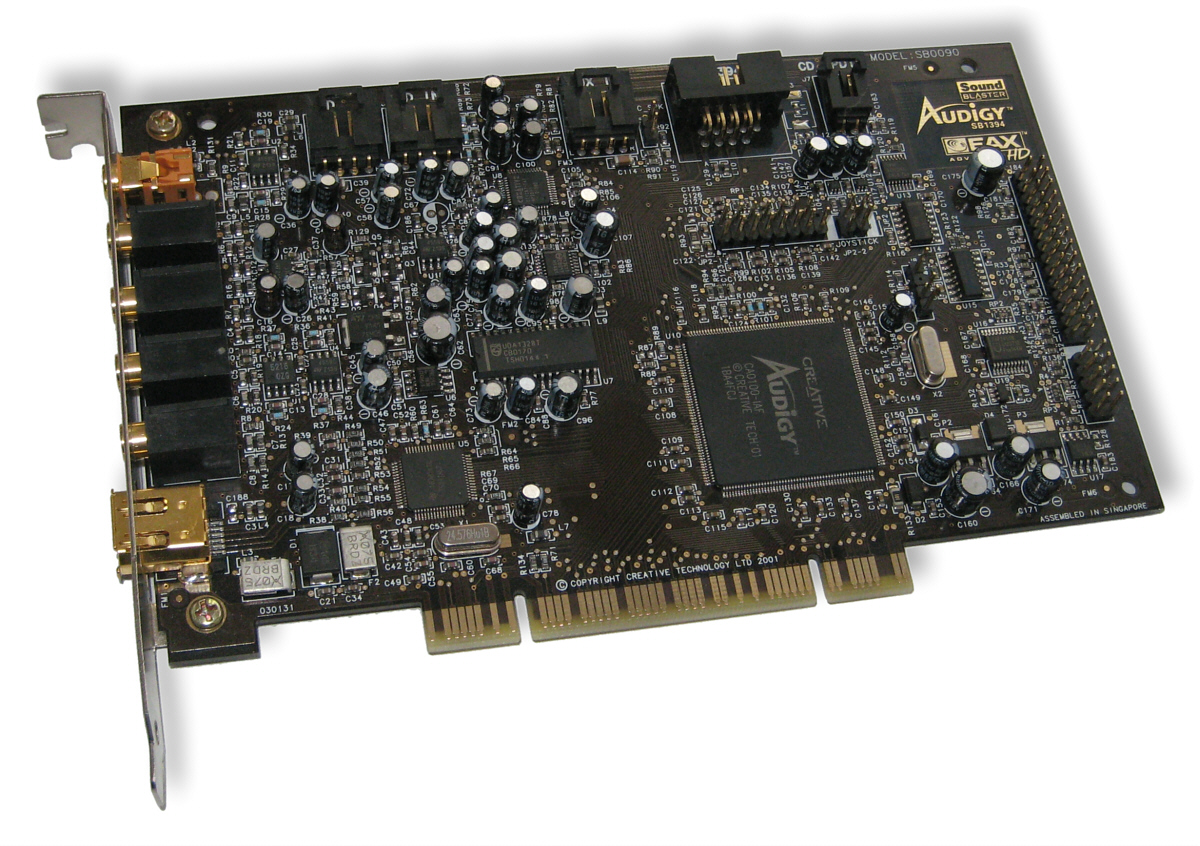
Creative Blaster Audigy

- 1981年，沈望傅與他的幾位朋友一起創業，在古丁娜購物中心（現為福南購物中心）開了一間電腦維修公司即創新科技，並負責為他們所銷售的蘋果電腦添加電腦存儲板。過後創新科技開始改造電腦，以便能改進音像能力並能應用中文發音。
- 1989年11月創新科技推出了Sound Blaster（聲霸）音效卡。
- 1992年夏創新科技在NASDAQ上市，是新加坡第一家在美國上市的公司。
- 1993年創新科技收購了E-MU Systems公司。後者於1971年成立，專門研發數碼音效設備。
- 1994年6月創新科技獲准在新加坡股票市場（Stock Exchange of Singapore）以新幣上市。
- 1996年創新科技併購了美國Cambridge SoundWorks（劍橋）公司，該公司有著70多年高檔揚聲器的研發經驗，其創始人Henry Kloss是音頻設計艾美獎的得主，也是以音頻技術革新而聞名的Acoustic Research公司的創始人以及KLH和Advent的創始人。此後創新科技推出了一系列的多媒體音箱產品，包括世界上第一款應用於個人電腦的2.1音箱PCWorks 2.1，此產品獲得無數大獎，已經成為當時多媒體個人電腦的標準配置。
- 1998年8月創新科技推出採用EMU10K1晶片的Sound Blaster Live!系列音效卡，在當時可謂效能最強的PCI音效卡，至此也奠定了音效卡王者的地位。
- 1999年4月創新發布NOMAD媒體播放器。
- 2000年9月併購Aureal（傲銳）後，創新在民用獨立音效卡領域實際已經沒有競爭對手。
- 2001年8月創新科技發布Sound Blaster Audigy系列音效卡，之後的升級產品Sound Blaster Audigy 2是第一塊獲得THX認證的音效卡。
- 2001年12月創新推出全新的Inspire系列音箱，現時已經與Sound Blaster系列音效卡齊名。

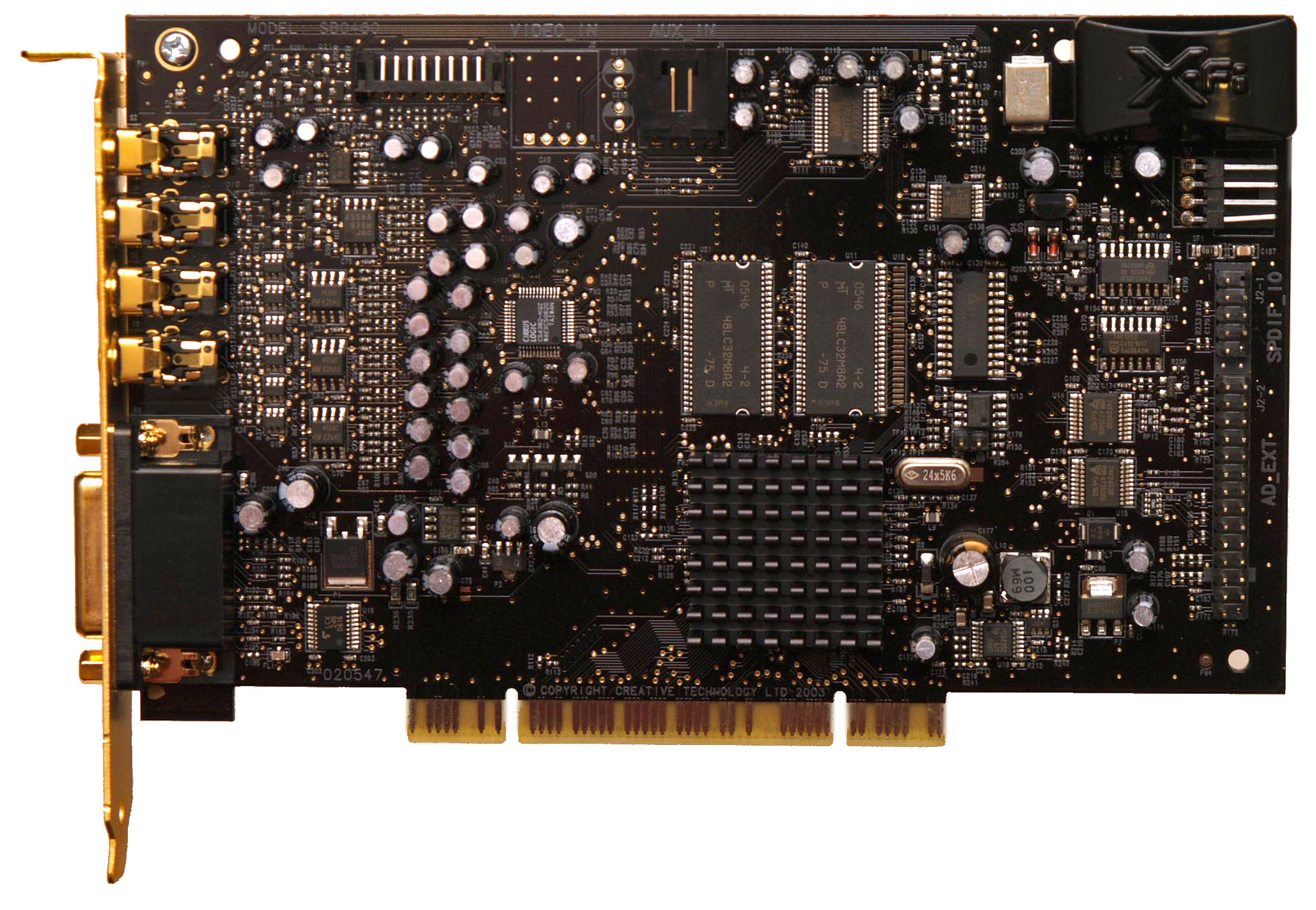
Sound Blaster X-Fi Fatal1ty

- 2005年8月創新科技發布了目前的主打產品，採用Xtreme Fidelity技術的Sound Blaster X-Fi系列音效卡，包括頂級的Sound Blaster X-Fi Elite Pro，帶內置擴展盒，擁有64M緩存的X-Fi Platinum Fatal1ty Champion Series，主卡與前者相同，去除擴展盒的X-Fi XtremeGamer Fatal1ty Pro Series，刀闆卡X-Fi XtremeGamer，入門級的X-Fi XtremeMusic，Audigy SE的重製版X- Fi Xtreme Audio。
- 2008年又推出PCI-E版本的Sound Blaster X-Fi系列，包括X-Fi Titanium Fatal1ty Champion Series，X-Fi Titanium Fatal1ty Pro Series，X-Fi Titanium，X-Fi Xtreme Audio。
- 2009年1月8日創新將旗下子公司3DLABS與其个人数码娱乐事业部合併成立ZiiLABS（籽亿）公司，並發布整合運算單元的多核心SoC系統晶片Zii（全稱Zen II），型號ZMS-05，以雙ARM CPU位數要架構。據稱創新科技已經在該項目上秘密投入了25年時間、十億美元資金和上萬研發人員，今後將成為創新的核心產品，對創新的意義甚至可能會超過Sound Blaster音效卡。
- 2009年7月創新推出Zii Egg多媒體播放器。它並不是公開銷售的產品，而是針對開發者[3]。它採用ZMS-05處理器，支援多點觸控，擁有256 MB系統記憶體，支援利用SDHC記憶卡作儲存擴充。立體加速方面，支援OpenGL ES。音頻技術方面，支援X-Fi技術。作業系统方面，可以採用Android或者Plaszma[4]。
- 2009年11月推出了ZMS-08，支援1080p的高清视频播放。不過，同期的對手已經可以同時支援高清视频的编码和解码[5]。ZMS-08內有一個ARM Cortex-A8處理器。另外，加入了创新科技的干细胞计算技術。內有64個处理阵列。核心集成了HDMI控制器，裝置可以直接使用HDMI輸出。ZMS-08支援OpenGL ES 2.0立體加速。另支援Xtreme Fidelity X-Fi音頻技術，加強音效。ZMS-08能夠採用自家基於Linux的Plaszma作業系统[6]。
- 2009年12月推出名為'Zii TRINITY'的概念智能手機。它採用ZMS-05處理器，並有500萬像素鏡頭[7]。

## 售賣產品
創新科技所售賣產品: 
- 音效卡
- 音箱
- 耳機
- 網路攝影機
- 便攜藍牙音箱

## 外部連結
- 創新科技官方網站（页面存档备份，存于）
- 創新科技中國官方網站（页面存档备份，存于）
- 創新科技香港官方網站（页面存档备份，存于）
- 創新科技台灣官方網站（页面存档备份，存于）
- Creative Sound Blaster（页面存档备份，存于）
- Creative Sound Blaster X-Fi（页面存档备份，存于）
- Creative ZENcast（页面存档备份，存于）
- Creative Zii
- ZiiLABS 籽亿
- E-MU Systems
- Cambridge SoundWorks（页面存档备份，存于）